# 51-es busz (Debrecen)
A debreceni 51-es autóbusz 2011. április 1-jén indult, és a Debreceni Egyetem tanítási időszakában közlekedett a négy egyetemi központot összekötő útvonalon. A járat érintette a Kassai úti egyetemi campust, a klinikákat, az egyetem főépületét, valamint a Doberdó utca érintésével a Debreceni Egyetem Agrár- és Gazdálkodástudományi Centrumot is. Az 51-es számú autóbusz a megszűnt 3E jelzéső trolibusz helyett közlekedett. Az 51-es egyetemi járat  2011. június 16-tól nem közlekedik, a járat kihasználatlansága miatt. 2012-ben hasonló útvonalon elindul az 51E.

## Útvonala
| Doberdó utca – Kassai úti campus:                                                                       | Kassai úti campus – Doberdó utca:                                                     |
| --- | ------------------------------------------------------------------------------------- |
| - Doberdó utca - Agrártudományi Center - Bolyai utca - Debreceni Egyetem - Klinikák - Kassai úti campus | - Kassai úti campus - Klinikák - Dóczy József utca - Békéssy Béla utca - Doberdó utca |